# Herb Wysp Kanaryjskich

Herb Wysp Kanaryjskich

Herb Wysp Kanaryjskich przedstawia siedem wysp na niebieskim tle, tarcza herbu podtrzymywana jest przez dwa psy, od których pochodzi nazwa wysp (Islas Canarias). Nad tarczą umieszczona jest korona królewska oraz napis "Oceano". Herb został oficjalnie przyjęty 16 lipca 1982. Niewielkich korekt dokonano w 1993 i 2005 roku.